# Blitz1941
Blitz1941 es un videojuego de simulación de tanques MMO basado en el conflicto alemán soviético durante la Segunda Guerra Mundial. Se puede elegir uno entre más de 60 tanques diferentes, luchar contra otros jugadores y ocupar las ciudades del enemigo. Hasta 3000 jugadores por servidor pueden engranar en operaciones de combate en gran escala al mismo tiempo.
En Blitz1941, hay más de 60 clases diferentes de tanques. Estos tanques fueron todos usados por los ejércitos alemanes y rusos durante la Segunda Guerra Mundial. Si usted gana una victoria contra sus opositores, entonces usted conseguirá Exp, Sobresueldo, Contribución, y Dinero. Como consígalo, usted puede promover a un comandante de tanque carácter (un avatar). Y usted también puede ganar una habilidad de combate, y comprar tanques más fuertes para aumentar su clasificación en su país. Usted puede comprar un artículo de refuerzo para sus tanques. A diferencia de juegos P2P habituales, donde un jugador crea un cuarto y juega contra otro jugador, Blitz1941 permite que usted entre y salga fácilmente un campo de batalla internacional (formado de 15 ciudades en Europa) en tiempo real y le coloca en el combate tenso contra otros jugadores para ocupar una ciudad. El ganador puede ocupar la ciudad y conseguir la ventaja de un área de economía y el suministro de materiales necesarios.
Si usted mejora su propio tanque con el refuerzo de artículos, entonces su tanque puede ser más eficaz en el combate y tener características diferentes de los tanques del otro jugador. Quizás usted tiene que hacer funcionar su tanque correctamente y pegar un tiro a los tanques de un enemigo exactamente en el combate de uno a uno, pero usted debería tratar de hacer estrategias de cooperar con las unidades de tanque de mismo equipo en el combate de tanque en gran escala, donde más de 200 tanques son usados simultáneamente en operaciones de combate.

## Interfaz de juego
La interfaz de juego está basada en las áreas de combate de Europa del Este, que fue dividida en 15 ciudades en 1941, durante la guerra alemana soviética: Praga (Checoslovaquia), Viena (Austria), Budapest (Hungría), Sofía (Hungría), Odessa (Ucrania), Sevastopol (Ucrania), Varsovia (Polonia), Gdansk (Polonia), Riga (Letonia), Minsk (Bielorrusia), Kiev (Rusia), Stalingrado (Rusia), Kursk (Rusia). No implicado son Berlín (Alemania) y Moscú (Rusia), las capitales de ambos países.
Las ciudades son identificadas como ciudad metropolitana, una pequeña ciudad, una ciudad de municiones, o una ciudad comercial, según características de ello. La estructura, el tamaño, y el rasgo de los niveles de cada característica son expresados diferentemente. Los caminos que unen las ciudades serán configurados para permitir el combate en los caminos. Ya que la 3a gráfica puede ilustrar movimientos tácticos, tiroteo de tanque, y la geografía del área, los jugadores pueden jugar a muchos juegos diferentes según rasgos geográficos.
Los niveles diferentes de ciudades de blitz1941 son rasgos geográficos diferentes y estilos arquitectónicos para cada ciudad y país. Todos los elementos culturales y la arquitectura única de las ciudades son meticulosamente representados en el juego para recrear Europa durante la Segunda Guerra Mundial. blitz1941 ilustra tierra montañosa, montículos, áreas bajas, ríos, y estructuras artificiales (p.ej puentes). El fondo ha sido maravillosamente recreado por el verdadero terreno que trata entonces los jugadores pueden usar la tierra tácticamente en el combate.

## Tanques
```
    
 Brummbär

   
     
Di-IVa

   
     
 E-100
 
     
     
E-25

   
     
E-25A

   
     
E-50

   
     
E-75

   
     
Elefant

   
     
Emil

   
     
Grille

   
     
 Hetzer

    
     
Hetzer D

   
     
Sd.Kfz. 165 Hummel

   
     
Jagdpanther

   
     
Jagdpanzer IV

   
     
Jagdtiger

   
     
Lowe

   
     
M41 90/53

   
     
Marder I

   
     
Marder II

   
     
Marder III

   
     
Panzer VIII Maus

   
     
Nashorn

   
     
Panther 2

   
     
Panther A

   
     
Panther D

   
     
Panther G

   
     
Panther II F

   
     
Pzkpfw 35t

   
     
 Pzkpfw 38t A

   
     
Pzkpfw 38t E

   
     
Pzkpfw 38t E2 (P)

   
     
PzKpfw II

   
     
Pzkpfw III F

   
    
 PzKpfw III G

   
     
PzKpfw III L

   
     
Pzkpfw III L2 (P)

   
     
Pzkpfw II L

   
     
PzKpfw IV F

   
     
PzKpfw IV F2

   
     
PzKpfw IV G

   
     
PzKpfw IV H

   
     
PzKpfw IV H2 (P)

   
     
PzKpfw IV J

   
     
PzKpfwPz V G2 (P)

   
     
sIG 33B

   
     
StuG III A

   
     
StuG III G

   
     
StuG IV

   
     
Sturmtiger

   
     
Tiger 1 E

   
     
Tiger 1 H

   
     
Tiger 1 L/71 (P)

   
     
Tiger II

   
     
Tiger P

   
     
Tiger P2

   
     
Wespe
```

Soviético:
```
     Archer
   
     Bishop
   
     BT-2 1932
   
     BT-5 1934
   
     BT-5 1945 (P)
   
     BT-7 1937
   
     Centurion MK.I
   
     Gaz-75
   
     Gaz-75 A
   
     JS-1 1944
  
     JS-122 (P)
   
     JS-2 1944
   
     JS-3 1945
   
     JSU-122
   
     JSU-152
   
     KV-1 1941
   
     KV-1E
   
     KV-1s
   
     KV-2
   
     KV-3
   
     KV-5
  
     KV-85
   
     KV-85 1945 (P)
   
     M12
   
     M26-E4 Superpersning
   
     M-26 Pershing
   
     M3 LEE
   
     M40 GMC
   
     M4A1 Sherman
   
     M4A2 1945 (P)
   
     M4A2 Sherman
   
     SG-122
   
     SU-100
   
     SU-100Y
   
     SU-101
   
     SU-12
   
     SU-122 1943
   
     SU-152
   
     Su-76i
   
     SU-76M
   
     SU-76P
   
     SU-85
   
     T-24
   
     T-26 1933
   
     T-29
   
     T34-76 1940
   
     T34-76 1941
   
     T34-76 1942
   
     T34-85 1943
   
     T34-85 1945 (P)
   
     T-44
   
     T-50
   
     T-60 1941
   
     Valentine
   
     ZIS-30
```